# Gorgosaurus

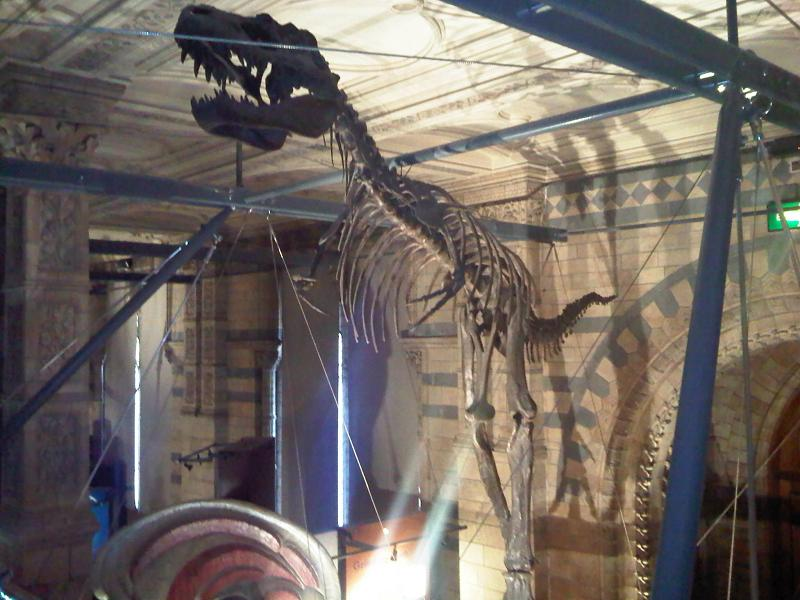
Gorgosaurus libratus csontváz a londoni Természettudományi Múzeumban

A Gorgosaurus (jelentése 'ádáz gyík') a tyrannosaurida theropoda dinoszauruszok egyik neme, amely Észak-Amerika nyugati részén élt a kréta időszakban, 76,5–75 millió évvel ezelőtt. Fosszilis maradványait a kanadai Alberta tartományban fedezték fel, de feltehetően ehhez a nemhez tartozó leletek kerültek elő az Egyesült Államok Montana államában is. Az őslénykutatók csupán a típusfaját, a G. libratust azonosították, de tévesen más fajokat is ehhez a nemhez soroltak be.
A legtöbb ismert tyrannosauridához hasonlóan a Gorgosaurus két lábon járó húsevő volt, melynek felnőttkori tömege meghaladta az egy tonnát; állcsontjaiban több tucatnyi nagy, éles fog sorakozott, kétujjú mellső lábai pedig aránylag kicsik voltak. A Gorgosaurus legközelebbi rokona az Albertosaurus volt, a nagyobb méretű Tyrannosaurus pedig a távolabbi rokonai közé tartozott. A Gorgosaurus és az Albertosaurus rendkívül hasonló, főként a fogak és a koponyacsontok felszínes különbségei alapján különböztethetők meg egymástól. Egyes szakértők szerint a G. libratus az Albertosaurus egyik faja, ami a Gorgosaurust a másik nem fiatal szinonimájává teheti.
A Gorgosaurus nedves ártéri környezetben élt a Nyugati Belső Víziút mentén. Csúcsragadozóként a tápláléklánc tetején állt, és a nagy számban jelenlevő ceratopsidákra és hadrosauridákra vadászott. Egyes területeken a Gorgosaurus együtt élt egy másik tyrannosauridával, a Daspletosaurusszal. Habár ezek az állatok nagyjából hasonló méretűek voltak, létezik bizonyíték arra, hogy különböző ökológiai fülkéket töltöttek be. A Gorgosaurus a fosszilis rekordban legjobban képviselt tyrannosaurida, amely több tucatnyi példány alapján ismert. A maradványok bősége lehetővé tette a tudósok számára, hogy a nem egyedfejlődési, élettörténeti és más biológiai vizsgálatok alanyává váljon.

## Anatómia

A Gorgosaurus libratus és az ember méretének összehasonlítása

A Gorgosaurus kisebb volt, mint a Tyrannosaurus vagy a Tarbosaurus, a mérete megközelítette az Albertosaurusét és a Daspletosaurusét. A felnőttek mérete az orrtól a farokig elérte a 8–9 métert. Az őslénykutatók a kifejlett példányok tömegét mintegy 2,5–2,9 tonnára becsülik. A legnagyobb ismert koponya hossza 99 centiméter, ami alig marad el a Daspletosaurus koponyájának hosszától. Ahogy más tyrannosauridáknál is, a koponya a testhez viszonyítva nagy volt, és a tömegét a koponyacsontokon belüli kamrák, valamint a köztük levő nagy nyílások (fenestrae-k) csökkentették. Az Albertosaurus és a Gorgosaurus a Daspletosaurusénál, illetve más tyrannosauridákénál aránylag hosszabb és alacsonyabb koponyával rendelkezett. Az orr-rész tompa volt, az orrcsontok és a falcsontok pedig összenőttek a koponya középvonala mentén, ahogyan a család többi tagjánál is. A szemüreg inkább kör alakú volt, eltérően a többi tyrannosaurida ovális vagy kulcslyuk alakú szemüregétől. A szemek előtt, a könnycsonton egy magas kiemelkedés helyezkedett el, ahogyan az Albertosaurus és a Daspletosaurus esetében is. A Gorgosaurus agyát körülvevő csontok alakja eltér az Albertosaurusnál találhatóktól.

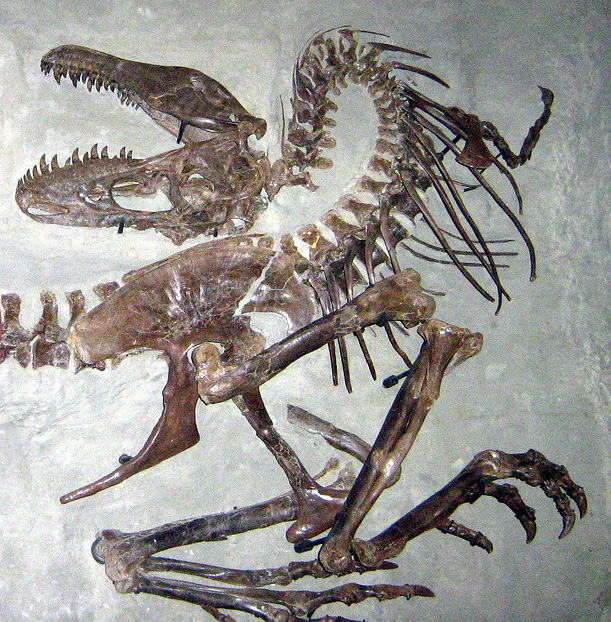
Egy majdnem kifejlett Gorgosaurus példány „hulla pózban”, a Royal Tyrrel Őslénytani Múzeumban (Royal Tyrrell Museum of Palaeontology)

A Gorgosaurus fogai a többi tyrannosauridáéra hasonlítottak. A nyolc premaxilláris fog a többinél kisebb, D keresztmetszetű volt, és egymáshoz közelebb helyezkedett el. A Gorgosaurus maxillában levő első foga a premaxilláris fogakhoz hasonló alakú volt. A többi, ovális keresztmetszetű fog, szintén eltért a többi theropoda pengeszerű fogaitól. A nyolc premaxilláris fog mellett a Gorgosaurus 33–34 maxilláris és az állkapcsában 33–34 dentális foggal rendelkezett. Ez a fogszám hasonló ahhoz, ami az Albertosaurus és a Daspletosaurus esetében tapasztalható, de elmarad a Tarbosaurus vagy a Tyrannosaurus fogszámától.
A Gorgosaurus testének formája nagyjából a többi tyrannosauridáéra emlékeztet. Súlyos feje S alakú nyakon ült. A nagy fejjel ellentétben a mellső lábak kicsik voltak és csak két ujj helyezkedett el rajtuk, bár egyes példányoknál egy harmadik, metakarpális ujjat is találtak, melynek csökevényes maradványai más theropodáknál is felfedezhetők. A Gorgosaurus hátsó lábain négy ujj volt, melyek közül az első (a hallux) nem érintkezett a talajjal. A tyrannosauridák hátsó lábai aránylag hosszúak voltak a többi theropodáéhoz viszonyítva. A legnagyobb ismert Gorgosaurus combcsontja elérte 105 centimétert. Számos kisebb példány lábszárának hossza meghaladta a combcsontét, a futó életmódot folytató állatokra jellemző arányt eredményezve, míg a nagyobb példányoknál a két csont hossza megegyezett. A fejet és a felsőtestet a hosszú, súlyos farok tartotta egyensúlyban, a csípő feletti tömegközépponthoz viszonyítva.

## Osztályozás és rendszertan
A Gorgosaurus a Tyrannosauridae család Albertosaurinae alcsaládjába tartozik. Közeli rokonságban áll a valamivel későbbi Albertosaurusszal. Mindössze ez a két egyértelműen leírt albertosaurina nem ismert, de léteznek más, még leíratlan fajok is. Az Appalachiosaurust bazális tyrannosauroideaként írták le, a Tyrannosauridae családon kívül, viszont az amerikai őslénykutató, Thomas Holtz 2004-ben megjelent filogenetikus elemzése alapján az albertosaurinák közé tartozik. Holtz egy újabb keletű, még kiadatlan munkája egyetért a korábbi értékeléssel. A többi tyrannosaurida nem, a Daspletosaurus, a Tarbosaurus és a Tyrannosaurus a Tyrannosaurinae alcsaládba tartozik. A tyrannosaurinákhoz viszonyítva az albertosaurinák könnyebb testfelépítésűek, aránylag kisebb, alacsonyabb koponyával, továbbá hosszabb lábszár és lábcsontokkal (lábközépcsonttal, valamint ujjcsontokkal) rendelkeztek.
A Gorgosaurus libratus és az Albertosaurus sarcophagus közti közeli hasonlóság néhány szakértőt arra késztetett, hogy az évek során egyetlen nemként kezeljék a kettőt. Az Albertosaurust nevezték el elsőként, így a hagyomány szerint ez a név elsőbbséget élvez a Gorgosaurusszal szemben, melyet néha az előbbi fiatal szinonimájának tekintenek. William Diller Matthew és Barnum Brown 1922-ben kétségbe vonták a két nem különbözőségét. Dale Russell 1970-ben a Gorgosaurus libratust hivatalosan átsorolta az Albertosaurus nembe (Albertosaurus libratus néven), megoldását pedig számos későbbi szerző átvette. A két nem összevonása nagyban kitágítja az Albertosaurus földrajzi és időbeli elterjedését. Más szakértők azonban megtartják a két nem közötti különbséget. A kanadai őslénykutató, Phil Currie szerint számos anatómiai eltérés található az Albertosaurus és a Gorgosaurus között, ahogy a Daspletosaurus és a Tyrannosaurus között is, melyeket mindig külön nemeknek tekintettek. Emellett megjegyezte, hogy az Alaszka és Új-Mexikó államokban, valamint Észak-Amerika egyes részein felfedezett, még leírásra váró tyrannosauridák segíthetnek tisztázni a helyzetet.

## Felfedezés és névadás

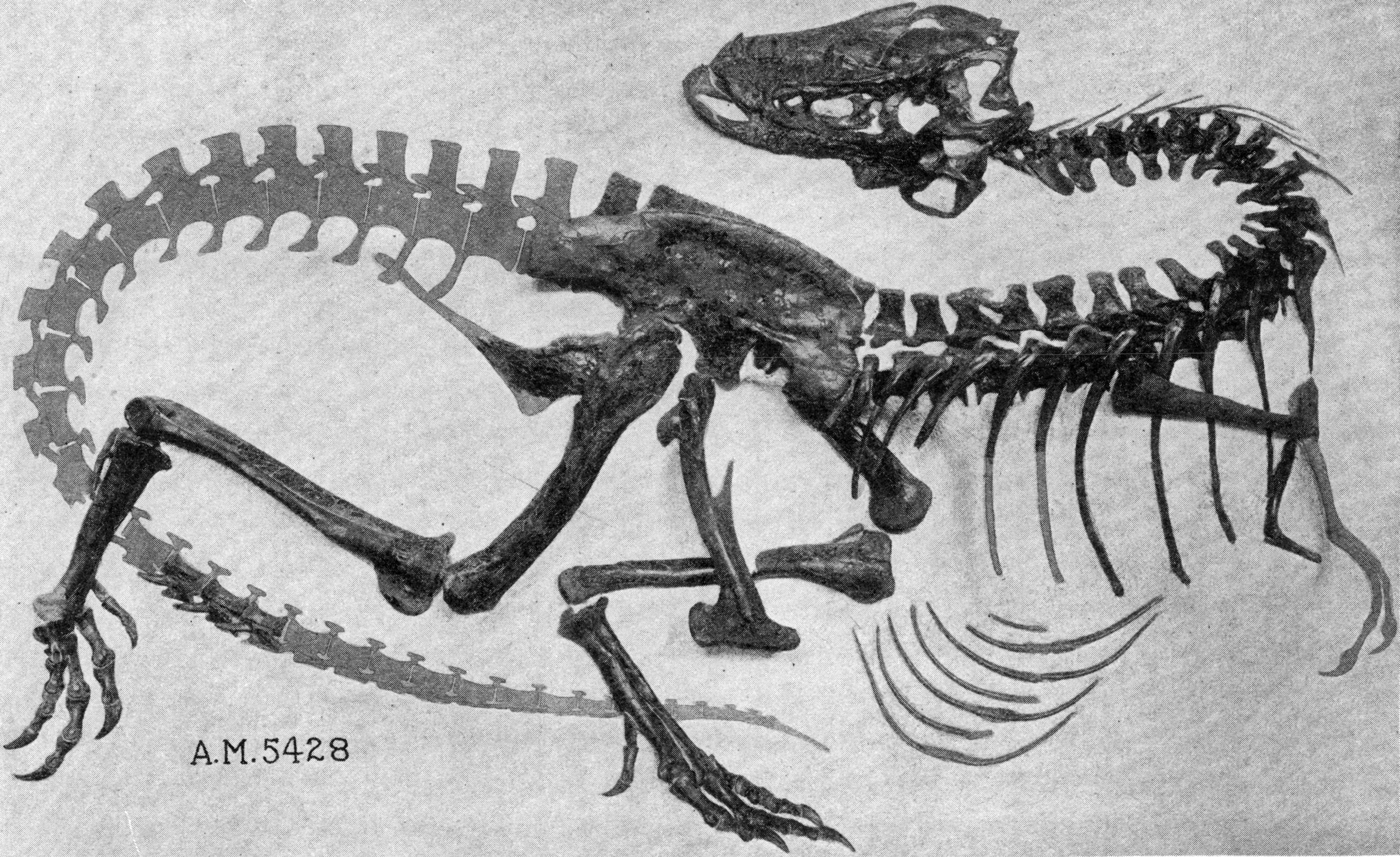
Egy Gorgosaurus libratus példány (az AMNH 5428 jelzésű lelet)

A Gorgosaurus libratusról elsőként Lawrence Lambe készített leírást 1914-ben. Neve az ógörög γοργος / gorgosz ('ádáz' vagy 'borzalmas') és σαυρος / szaürosz ('gyík') szavak összetételéből származik. Típusfaja a G. libratus; melynek jelzője a 'kiegyensúlyozott' a latin librare ige múlt idejű alakja.
A Gorgosaurus libratus holotípusa (a Kanadai Természeti Múzeum (Canadian Museum of Nature) NMC 2120-as jelzésű lelete) egy Charles M. Sternberg által 1913-ban felfedezett, majdnem teljes csontváz, amihez egy koponya tartozik. Ez az első tyrannosaurida példány, amit teljes mellső végtaggal együtt találtak meg. Az albertai Dinosaur Park-formációban bukkantak rá, és az ottawai Kanadai Természeti Múzeum (Canadian Museum of Nature) gyűjteményében található. Ekkortájt Albertában, a Red Deer folyó mentén kutattak a New York-i Amerikai Természetrajzi Múzeum (American Museum of Natural History) munkatársai is, akik látványos dinoszaurusz példányok százait gyűjtötték be, továbbá négy teljes G. libratus koponyát, melyek közül hármat a csontvázakhoz kapcsoltak. E példányok közül négyről Matthew és Brown 1923-ban leírást készített.

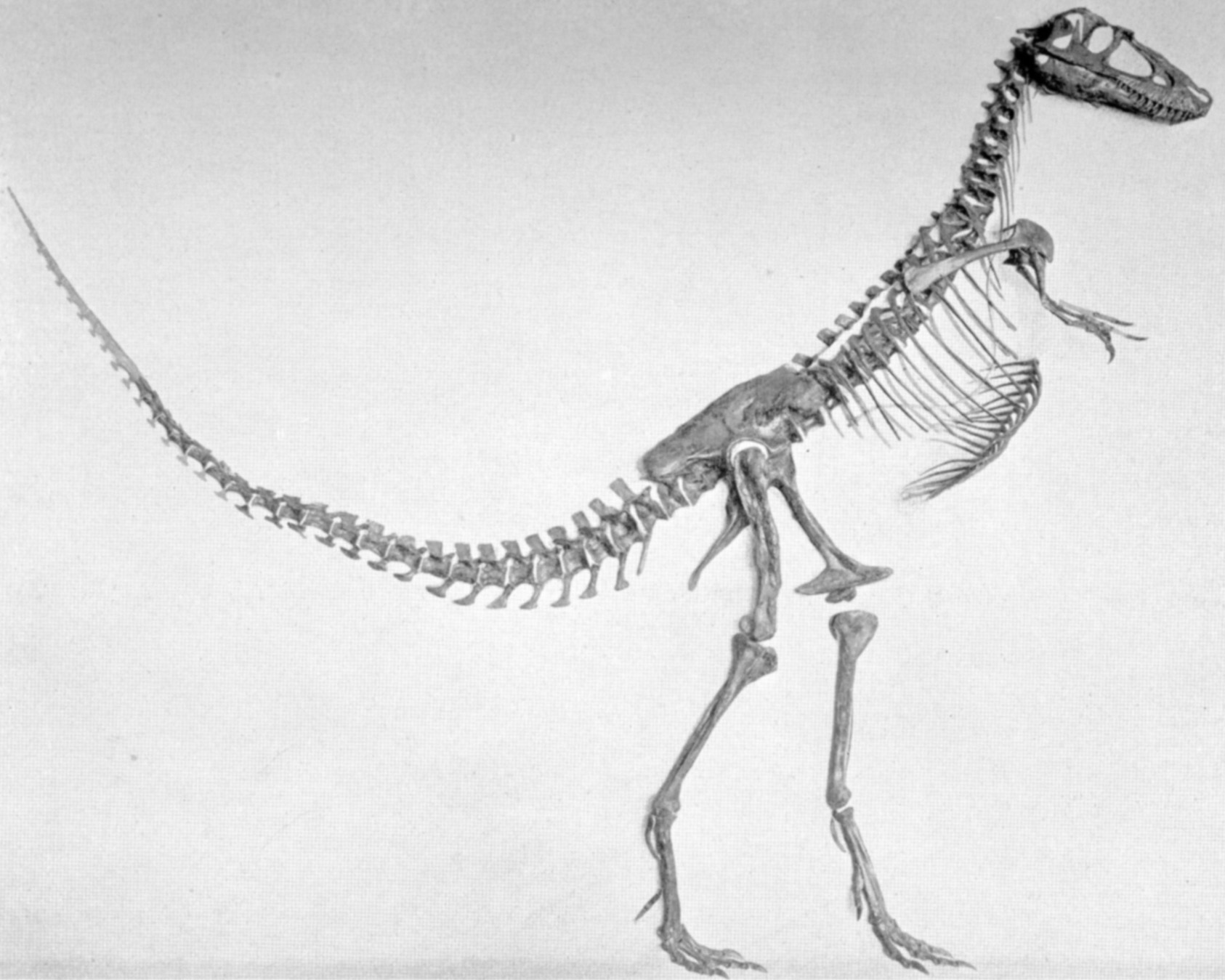
A Gorgosaurus sternbergi típuspéldánya (az AMNH 5664-es jelzésű lelet), melyet jelenleg egy fiatal Gorgosaurus libratusnak tartanak

Matthew és Brown egy ötödik csontvázról is leírást készített (az AMNH 5664-es leletéről), melyet 1917-ben Charles H. Sternberg fedezett fel és adott el a múzeumnak. A többi Gorgosaurus példánynál kisebb egyed koponyája alacsonyabb és könnyebb, lába pedig hosszabb volt. Emellett a csontok közötti varratok közül sok nem forrt össze. Matthew és Brown szerint ezek a tulajdonságok a fiatal tyrannosauridákat jellemezték, de egy új faj, a G. sternbergi holotípusának leírásánál is felbukkantak. Napjainkban az őslénykutatók úgy vélik, hogy ez a példány egy fiatal G. libratus. Több tucatnyi egyéb példányt fedeztek fel a Dinosaur Park-formációban, melyeket különböző múzeumokban helyeztek el az Egyesült Államokban és Kanadában. A G. libratus a fosszilis rekordban legjobban képviselt tyrannosaurida, amely egy virtuálisan teljes növekedési sorozat alapján ismert.

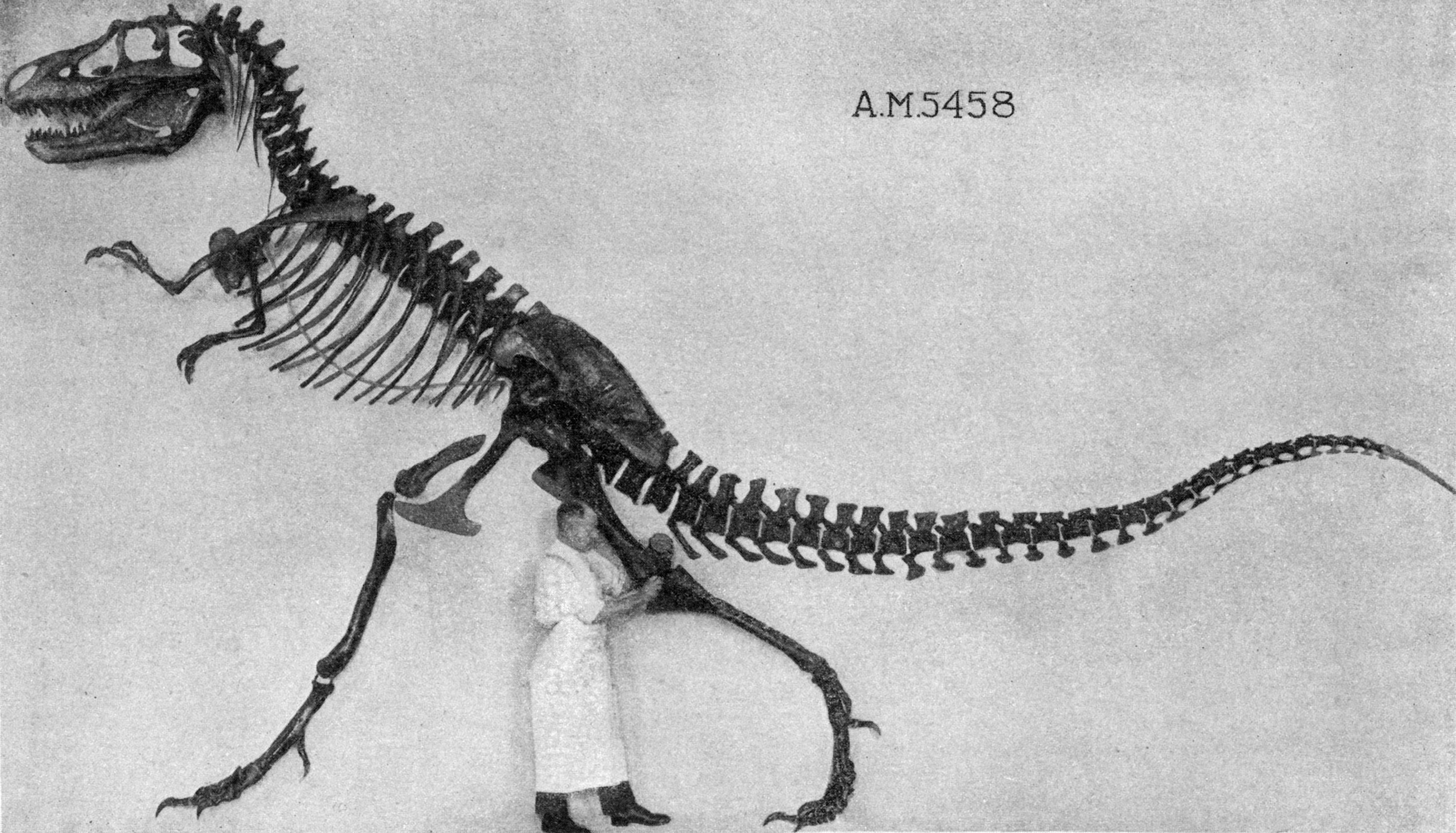
Egy Gorgosaurus libratus példány (az AMNH 5458 jelzésű lelet)

1856-ban Joseph Leidy leírást készített két Montanában talált premaxilláris tyrannosaurida fogról. Habár semmi sem utalt az állat küllemére, a fogak nagyok és erősek voltak, így Leidy a Deinodon nevet adta a leletnek. Matthew és Brown 1922-ben úgy vélték, hogy a fogak megkülönböztethetetlenek a Gorgosaurus fogaitól, de a csontváz hiánya miatt a Deinodon nem válhatott a nem szinonimájává.
Bár a Deinodon fogai nagyon hasonlóak a Gorgosauruséihoz, a tyrannosauridák fogazata meglehetősen egységes, így nem lehet biztosan kijelenteni, hogy ehhez a nemhez tartoznak, emiatt a Deinodon jelenleg kétséges névnek (nomen dubiumnak) számít.
A montanai Judith River-formációban fellelt tyrannosaurida csontvázak feltehetően a Gorgosaurusénak tulajdoníthatók, de nem dönthető el egyértelműen, hogy a G. libratushoz, vagy esetleg egy újabb fajhoz tartoznak-e. Egy montanai példány (a TCMI 2001.89.1-es jelzésű), amelyet a Gyermekek Indianapolisi Múzeumában (Children's Museum of Indianapolis) helyeztek el, különféle sérülések nyomait viseli magán, melyek között egy begyógyult láb, borda és csigolyatörések, egy, az állkapocs hegyét érintő, és maradandó fogvesztéshez vezető csontvelőgyulladás (fertőzés), valamint egy feltételezett agydaganat is található.

### Tévesen besorolt fajok
A 19. században számos fajt helytelenül soroltak be a Gorgosaurus nembe. Egy kis méretű tyrannosaurida teljes koponyáját (a Cleveland Museum of Natural History CMNH 7541 jelű leletét), mely a montanai Hell Creek-formációból került elő Charles Whitney Gilmore 1946-ban Gorgosaurus lancensisnek nevezte el. E példányt 1988-ban Bob Bakker és kollégái átnevezték Nanotyrannusra. Napjainkban a legtöbb őslénykutató a Nanotyrannust egy fiatal Tyrannosaurus rexnek tartja. Jevgenyij Malejev ehhez hasonlóan hozta létre a Gorgosaurus lancinator és a Gorgosaurus novojilovi neveket két kis tyrannosaurida (a Paleontological Institute of Russian Academy of Sciences PIN 553-1 és PIN 552-2 jelzésű leletei) számára, melyekre a mongóliai Nemegt-formációban találtak rá 1955-ben. 1992-ben Ken Carpenter a kisebb egyedet átnevezte Maleevosaurus novojilovira, de jelenleg mindkettőt a Tarbosaurus bataar fiatal példányának tekintik.

## Ősbiológia

### Együttélés aDaspletosaurusszal

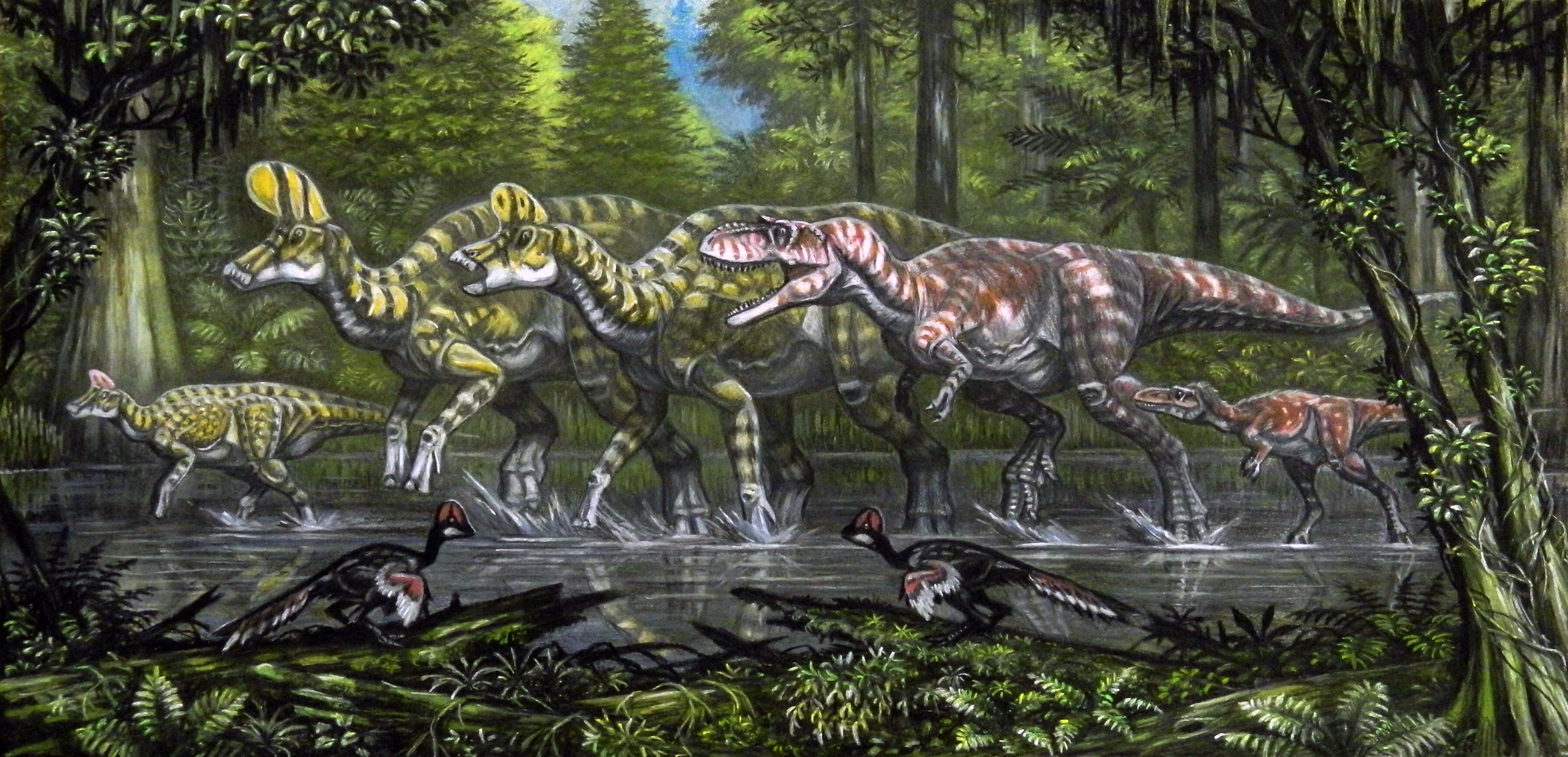
A Gorgosaurus rátámad a hadrosauridák közé tartozó Lambeosaurusra (elképzelt jelenet illusztrációja)

A Gorgosaurus a Dinosaur Park-formációban együtt élt a ritkább, tyrannosaurinák közé tartozó Daspletosaurusszal. Ez a tyrannosauridák együttélésének egyik példája. A mai hasonló méretű ragadozók által alkotott guildek anatómiai, viselkedési vagy földrajzi szempontból különböző ökológiai fülkékre oszlanak, ami korlátozza a köztük folyó versengést. A különbség a Dinosaur Park tyrannosauridái között nem egészen tisztázott. Dale Russell 1970-es elmélete szerint a könnyebb felépítésű és gyakoribb Gorgosaurus az ekkortájt gyakori hadrosauridákra vadászott, míg a robusztusabb és ritkább Daspletosaurus a kevésbé elterjedt, és jobb védelemmel (szarvakkal és nehéz páncélzattal) rendelkező, emiatt nehezebben elejthető ceratopsidákra specializálódhatott. Azonban az egyik Two Medicine-formációban talált (OTM 200 jelzésű) Daspletosaurus példány a gyomorrészén egy fiatal hadrosaurida maradványaival együtt őrződött meg, egy másik csontmederben pedig együtt találtak rá három Daspletosaurus és legalább öt hadrosaurida maradványaira.
Más dinoszaurusz csoportokkal ellentétben sem a Daspletosaurus, sem a Gorgosaurus nem volt gyakoribb a magasabban vagy alacsonyabban fekvő régiókban, viszont a területi átfedés ellenére a Gorgosaurus valamivel gyakrabban fordult elő az északi szélességi körökön, amíg a Daspletosaurus fajok inkább délen voltak elterjedtek. Hasonló minta figyelhető meg más dinoszaurusz csoportoknál is. A chasmosaurina ceratopsidák és a hadrosaurina hadrosauridák nagyobb számban fordultak elő a Two Medicine-formációban és Észak-Amerika délnyugati részén a campaniai korszak során, míg a centrosaurinák és a lambeosaurinák az északi szélességi köröket uralták. Thomas R. Holtz szerint ez a minta a tyrannosaurinák, a chasmosaurinák és a hadrosaurinák hasonló ökológiai jellegzetességeire utal. Holtz megjegyezte, hogy a késő maastrichti korszak végére a Tyrannosaurus rexhez hasonló tyrannosaurinák, az Edmontosaurushoz hasonló hadrosaurinák és a Triceratopshoz hasonló chasmosaurinák nagy mértékben elterjedtek Észak-Amerika nyugati részén, míg az albertosaurinák és a centrosaurinák kihaltak, a lambeosaurinák pedig megritkultak.

### Támadásra vagy dögevésre utaló bizonyíték
2009-ben Phil R. Bell, a University of Alberta kutatója, egy 1996-ban, a Dinosaur Park-formációban talált, felnőtt tyrannosauridához tartozó, 70 millió éves állcsontban egy tyrannosaurida beágyazódott fogát fedezte fel. A példány és a fog hiányossága lehetetlenné teszi annak megállapítását, hogy a maradványok melyik nemhez, illetve mely nemekhez tartoznak, de a lelet sztratigráfiai elhelyezkedése alapján a Gorgosaurus és a Daspletosaurus tűnik a legvalószínűbbnek. A gyógyulás nyomainak hiánya azt jelzi, hogy a harapás rövid idővel az állat a pusztulása előtt (harc során) vagy azt követően (dögevés részeként) történt. Egy Dinosaur Park-formációban talált fiatal Daspletosaurus példány (a Royal Tyrrell Museum of Palaeontology TMP 94.143.1 jelzésű lelete) arckoponyáján szintén egy olyan harapásnyom látható, amit egy másik tyrannosaurida okozott. A harapás gyógyulás jeleit mutatja, jelezve, hogy az állat túlélte a támadást. A Bell által talált fosszília talán arra utal, hogy az ilyen jellegű támadások nem korlátozódtak a fiatal egyedekre, illetve, hogy az összecsapás halálos kimenetelű is lehetett. Lehetséges, hogy az ilyen sérülések más fajokkal való összetűzésekből származnak, ami gyakori a ragadozók között. Az archarapások nyomai nem csak más tyrannosauridáknál, például a Daspletosaurusnál és a Tyrannosaurusnál találhatók meg, hanem előfordulnak olyan theropodáknál is, mint a Sinraptor és a Saurornitholestes. Darren Tanke és Phil Currie szerint a harapások a területért és az erőforrásokért folytatott fajok közti versengésre utalnak vagy egy szociális csoporton belüli dominanciaharc jelei.

### Élettörténet

Négy tyrannosaurida feltételezett növekedési görbéje (a testtömeg a kor viszonylatában). Forrás: Erickson (és mások) 2004-es műve alapján. A Gorgosaurust kék szín jelzi

Gregory Erickson és őslénykutató kollégái a tyrannosauridák növekedésével és élettörténetével kapcsolatban hisztológiai vizsgálatot folytattak, amivel meghatározható az egyedek kora a pusztulásuk idején. A növekedési arányok megvizsgálhatók a különböző egyedek korának és méretének grafikonon történő ábrázolásával. Erickson kimutatta, hogy a fiatal tyrannosauridák az életük közepe táján egy négyéves időszak során jelentős tömegnövekedésen mentek keresztül. A gyors növekedési fázis az ivarérettség elérésével végződött, majd ezután a növekedés jelentős mértékben lelassult a felnőtt állatoknál. Erickson öt különböző méretű Gorgosaurust megvizsgálva kiszámította, hogy a maximális növekedési arány 110 kilogramm a gyors növekedési szakaszban, ami hasonló az Albertosauruséhoz, de elmarad a Daspletosaurushoz és a Tyrannosaurushoz hasonló tyrannosaurinákétól.
A Gorgosaurus több mint a fél életét a fiatalkori fázisban töltötte, mielőtt néhány év alatt megnőve majdnem elérte a maximális méretét. A közepes méretű ragadozók teljes hiánya mellett úgy tűnik, hogy ezek a fiatal egyedek töltötték be a kis theropodák és a felnőtt tyrannosauridák közötti ökológiai fülkéket. Ez figyelhető meg a mai komodói varánusznál is, melynek fiókái falakó rovarevőként kezdik az életüket, majd lassanként csúcsragadozóvá felnőve képessé válnak a nagyméretű gerincesek leterítésére. Más tyrannosauridákat, köztük az Albertosaurust csoportokban találták meg, melyek egy része különböző korú egyedek falkájának tűnt, de a Gorgosaurus csoportos viselkedésére nincs bizonyíték.

## Ősökológia

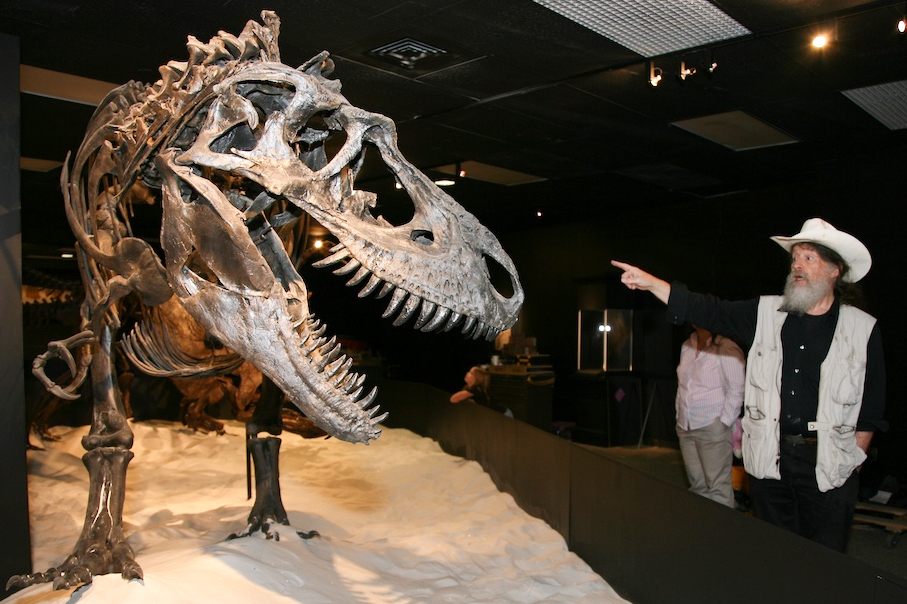
A Gorgosaurus több csontsérüléssel együtt megőrződött csontváza és Bob Bakker, a „Dinosaur Mummy: CSI” kiállításán a Houstoni Természettudományi Múzeumban (Houston Museum of Natural Science)

Valamennyi ismert Gorgosaurus libratus példányt Albertában, a középső campaniai korszakban, 76,5–74,8 millió éve keletkezett Dinosaur Park-formációban találták meg. Ekkoriban a terület az Észak-Amerikát kettéosztó Nyugati Belső Víziúttól nyugatra fekvő partmenti síkság volt. Nyugaton a larámi orogén fázis során megkezdődött a Sziklás-hegység felemelkedése, így a nagy folyók a hordalékukat a hatalmas síkságon kezdték lerakni. Az éghajlat szubtrópusi volt, megkülönböztethető évszakokkal, az időszakos áradások pedig néha hatalmas pusztítást végeztek a nagy dinoszauruszcsordák között, ahogy arról a Dinosaur Park-formáció számos csontmedere tanúskodik. A erdei lombkoronát uraló növények a tűlevelűek voltak, míg az aljnövényzetet harasztok, páfrányfák és zárvatermők alkották. Körülbelül 73 millió évvel ezelőtt, megkezdődött a víziút kiszélesedése, az egykor tengerszint feletti területek tengerelöntése és a Dinosaur Park ökoszisztémájának víz alá kerülése. A tengerelöntés, az úgynevezett Bearpaw-tenger nyomát a tengeri üledékből álló nagy kiterjedésű Bearpaw-pala őrzi.
A Dinosaur Park-formációban nagy mennyiségű gerinces fosszília található. A folyók és tölcsértorkolatok sok különféle hal, például kajmánhalfélék, valódi tokfélék, cápák és ráják számára adtak otthont. Mellettük a vízi élőhelyeket békák, szalamandrák, teknősök, krokodilok és champsosauridák népesítették be. A levegőben azhdarchida pteroszauruszok és az Apatornishoz hasonló neornithes madarak repkedtek, míg a talajon az enantiornithesek közé tartozó Avisaurus együtt élt a multituberculata, az erszényes és a méhlepényes emlősökkel. A szárazföldi gyíkok több faja is megtalálható volt a területen, köztük a telidák, a vakondgyíkfélék, a varánuszfélék és a lábatlangyíkfélék.
A dinoszaurusz fosszíliák között különféle, nagy mennyiségben együtt élő nem maradványai is megtalálhatók. Hatalmas ceratopsida csordák kóboroltak a síkságokon a hasonló méretű hadrosaurinákból és lamebeosaurinákból álló hadrosaurida csoportok mellett. A további növényevők között megtalálhatók voltak az ornithomimidák, a therizinosauroideák, a pachycephalosaurusok, a kis ornithopodák, a nodosauridák, valamint az ankylosauridák. Az olyan kis termetű ragadozók, mint az oviraptorosaurusok, a troodontidák és a dromaeosauridák kisebb zsákmányra vadásztak, mint a tyrannosauridák közé tartozó Daspletosaurus és Gorgosaurus, melyek felnőttkori tömege két nagyságrenddel nagyobb volt. A közbeeső ragadozó ökológiai fülkéket valószínűleg a fiatal tyrannosauridák töltötték be.

## Fordítás
- Ez a szócikk részben vagy egészben  a   Gorgosaurus című angol Wikipédia-szócikk ezen változatának fordításán alapul.  Az eredeti cikk szerkesztőit annak laptörténete sorolja fel. Ez a jelzés csupán a megfogalmazás eredetét és a szerzői jogokat jelzi, nem szolgál a cikkben szereplő információk forrásmegjelöléseként.